# رافاييل كويفاس
رافاييل كويفاس (بالإسبانية: Rafael Cuevas)‏ هو لاعب كرة قدم مكسيكي، ولد في 16 يونيو 1980 في Jiutepec ‏ في المكسيك. لعب مع أتلانتي إف سي وطوروس نيزا.